# Мериканто, Аарре
А́арре Ме́риканто (фин. Aarre Merikanto; 29 июня 1893, Хельсинки, Великое княжество Финляндское — 28 сентября 1958 Хельсинки, Финляндия) — финский композитор.

## Биография
Аарре Мериканто родился в семье финского композитора и органиста Оскара Мериканто. Изучать музыку начал в 1911 году в Хельсинки под руководством Эркки Мелартина, затем учился в Лейпцигской консерватории в классе Макса Регера (1912—1914), в 1916—1917 гг. занимался в Москве у Сергея Василенко.
Первый опыт композиторской деятельности Мериканто относится к 1912 году, когда им была написана опера «Елена» на либретто Ялмари Финне. Первые произведения Мериканто были написаны в духе романтизма, однако постепенно стиль его музыки усложняется и уже в 1920-е годы отдает предпочтение современным композиторским техникам, что позволяет говорить о нём как об одном из первых представителей финского модернизма. В 1948 году был награждён орденом Финского льва (Pro Finlandia), учрежденной в 1945 году наградой. С 1937 года и до своей смерти преподавал в Академии Сибелиуса (с 1951 г. профессор), его учениками были Эйноюхани Раутаваара, Илкка Куусисто, Аулис Саллинен, Уско Мериляйнен, Яакко Линьяма, Пааво Хейнинен, Эрик Форделль. Умер в сентябре 1958 года от рака легких.
Сын Аарре Мериканто — скульптор Укри Мериканто (1950—2010).

## Сочинения
- Симфония № 1, 1914–1915
- Юха (опера 1920—1922)
- Эхо (1922)
- Фантазия (1923)
- Пан (1924)
- Концерт для скрипки с оркестром № 2 (1925)
- Концерт для девяти исполнителей (так называемый Шотт-концерт, 1925)
- Симфонического исследования (1928)
- Ноктюрн (1929)
- Десять пьес для оркестра (1930)
- Фортепианные концерты (Концерт для фортепиано № 2 (1935–1937) и Концерт для фортепиано № 3 (1955))
- Скерцо (1937)
- Олимпийские фанфары (1940)
- Концерт для скрипки с оркестром № 4 (1954)
- Genesis (1956)